# Trite pollardi
Trite pollardi es una especie de araña saltarina del género Trite, familia Salticidae. Fue descrita científicamente por Patoleta & Żabka en 2017.
Habita en Nueva Zelanda.